# Charlie Cunningham

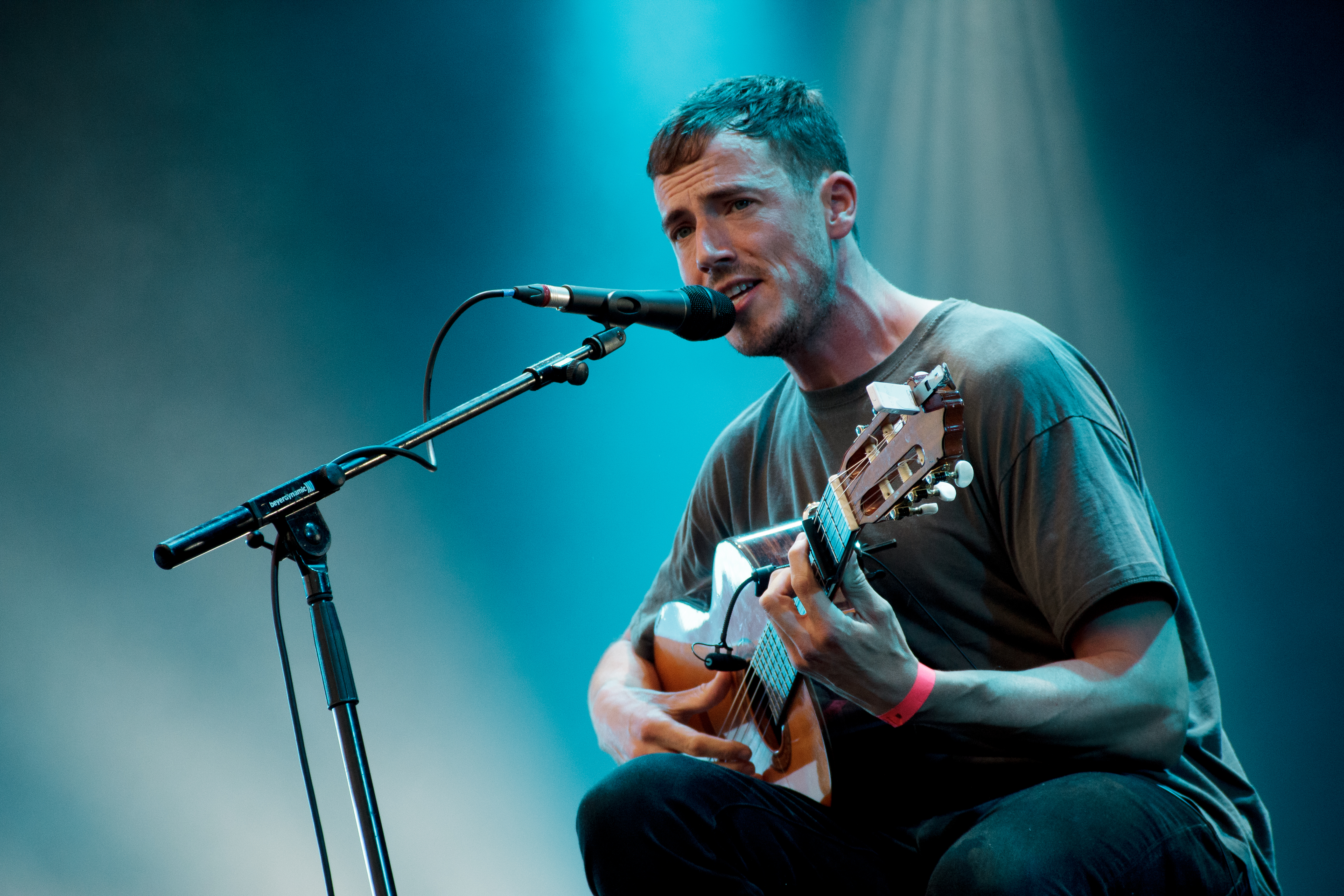
Charlie Cunningham

Charlie Cunningham (nascut el 1984) és un cantautor i guitarrista anglès de Buckinghamshire. Ha publicat tres àlbums d'estudi; Lines (2017), Permanent Way (2019) i Frame (2023).
Al gener de 2017, Charlie Cunningham va llançar el seu àlbum de debut, Lines al segell suec Dumont Dumont, incloent el senzill principal, "Minimum", amb l'aclamació de la crítica, i va anar de gira per Europa i Amèrica del Nord més tard aquell any. Lines va guanyar el premi àlbum de l'any als Pop Awards 2018. El seu segon àlbum, Permanent Way, es va publicar el maig de 2019 a BMG.

## Premis i nominacions
| Any  | Premi      | Categoria                       | Nominat/treball    | Ref.  | Ref.      |
| ---- | ---------- | ------------------------------- | ------------------ | ----- | --------- |
| 2018 | Pop Awards | Premi àlbum de l'any            | Lines              | [ 6 ] | Guanyador |
| 2018 | Pop Awards | Premi Artista Emergent de l'Any | Charlie Cunningham | [ 6 ] | Nominat   |

## Discografia

### Àlbums d'estudi
- Lines (2017)
- Permanent way (2019)
- Frame (2023)

### EPs
- Outside Things EP (2014)
- Breather EP (2015)
- Heights EP (2016)
- Pieces EP (2020)

### Singles
- "Minimum" (2017)
- "Permanent Way" (2019)
- "Sink In" (2019)
- "Don't Go Far" (2019)
- "Bite" (2019)
- "Climb" amb Sophie Jamieson (2020)